# Claude Louis Berthollet
Claude Louis Berthollet, född 9 december 1748 i Talloires, Frankrike, död 6 november 1822 i Arcueil, Frankrike, var en fransk kemist och läkare.
Efter att Berthollet erhållit doktorsgraden i Turin, begav han sig 1772 till Paris, där han blev livmedikus hos hertigen av Orléans. Han utmärkte sig inom kemin och regeringen utnämnde honom till inspektör över färgerierna. I denna befattning genomförde han tekniska förbättringar inom färgerikonsten. Under franska revolutionen, då Frankrike tvingades till inhemsk produktion av sådant som man förut till större delen importerat, upptäckte han nya hjälpmedel. Under hans ledning utvecklades salpeter- och stålberedningen liksom flera andra industrigrenar kraftigt. År 1792 blev han uppsyningsman för myntverket, 1794 ledamot av Conservatoire des arts et métiers, vilken huvudsakligen skulle förbättra jordbruket. Samma år blev han professor i kemi vid École normale supérieure och École polytechnique i Paris. Sedan fransmännen under 1796 intagit Italien blev han bekant med Napoleon I, på vars uppmaning han medföljde på expeditionen till Egypten; han var även en av de få, som 1799 åtföljde denne fältherre på hans återresa till Europa. Mot slutet av sin levnad drog sig Berthollet tillbaka till byn Arcueil nära Paris, och hans hus där var någon tid samlingsplatsen för samtidens främsta forskare, vilka under hans presidium bildade ett lärt sällskap, "Société d'Arcueil", som åren 1807–17 utgav tre band "Mémoires". År 1815 blev han pär av Frankrike, men tillbringade sina sista levnadsår i tillbakadragenhet, djupt skakad av en sons självmord. 
Bertollet var en av de första, som anslöt sig till den nya riktning i kemin, som utgick från Antoine Laurent de Lavoisier. Bland hans många viktiga arbeten kan nämnas hans undersökning över ammoniakgasens kvantitativa sammansättning och hans 1785 utförda undersökning över den av Carl Wilhelm Scheele kort förut upptäckta "deflogisticerade saltsyran" eller kloren (enligt Berthollet skulle klor vara en förening av saltsyra och syre – en åsikt, som allmänt antogs till 1810, då den segerrikt angreps av Humphry Davy). Under dessa arbeten med klor införde Berthollet klorblekningsmetoden. Han upptäckte även kaliumklorat. År 1787 undersökte och utredde han blåsyrans kemiska sammansättning, och 1788 upptäckte han silverfulminat (knallsilver). Av stor teoretisk betydelse var hans arbeten över den kemiska frändskapen (i tredje bandet av nationalinstitutets memoarer; utgivna på tyska i "Klassiker der exakten Wissenschaften", band 74, 1896). I dessa framhåller han, i motsats till Torbern Bergman, koncentrationens, den "kemiska massans", viktiga roll vid ämnenas kemiska verkan och på grund härav reaktionernas beroende av produkternas löslighet, flyktighet m.m. Berthollet invaldes 1801 som utländsk ledamot nummer 178 av Kungliga Vetenskapsakademien.

## Eftermäle
Asteroiden 12750 Berthollet är uppkallad efter honom.